# El Terrero, San Felipe
El Terrero är en ort i Mexiko.   Den ligger i kommunen San Felipe och delstaten Guanajuato, i den centrala delen av landet, 300 km nordväst om huvudstaden Mexico City. El Terrero ligger 2 337 meter över havet och antalet invånare är 137.
Terrängen runt El Terrero är kuperad åt sydost, men åt nordväst är den platt. Runt El Terrero är det ganska glesbefolkat, med 31 invånare per kvadratkilometer. Närmaste större samhälle är Ocampo, 14,7 km väster om El Terrero. Omgivningarna runt El Terrero är i huvudsak ett öppet busklandskap.